# Ōe no Chisato
Ōe no Chisato (大江千里?) fue un poeta y académico japonés que vivió en la primera mitad de la era Heian. Se encuentra en las listas antológicas del Chūko Sanjūrokkasen y del Ogura Hyakunin Isshu.

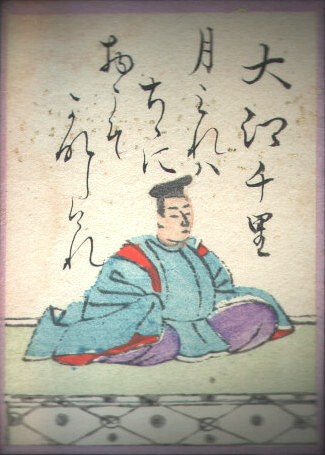
Ōe no Chisato, en el Hyakunin Isshu.

Su padre fue Ōe no Otohito (aunque se cree que realmente fue su abuelo), sus tíos fueron Ariwara no Narihira y Ariwara no Yukihira, y su hermano fue Ōe no Chifuru.
Estudió el confucianismo en la Oficina de Educación (大学寮 Daigaku-ryō?) y aprendió la poesía china. Durante el reinado del Emperador Uda, participó en un concurso de waka y al hijo del emperador le dedicó una colección de poemas personales llamado Ōe no Chisato-shū (大江千里集?) en 894. 
Sus waka tuvieron una fuerte influencia del confucianismo y del estilo de la poesía china, conocido también como Hakushimonshū (白氏文集?). Diez de sus poemas fueron incluidos en la antología imperial Kokin Wakashū.